# 스티븐 헌터 (작가)
스티븐 헌터(영어: Stephen Hunter, 1946년 3월 25일 ~ )는 미국의 소설가이다.